# Sauvagesia ramosa
Sauvagesia ramosa är en tvåhjärtbladig växtart som först beskrevs av Henry Allan Gleason, och fick sitt nu gällande namn av C. Sastre. Sauvagesia ramosa ingår i släktet Sauvagesia och familjen Ochnaceae. Inga underarter finns listade i Catalogue of Life.